# 萨纳恩德
萨纳恩德，是印度古吉拉特邦Ahmadabad县的一个城镇。总人口32348（2001年）。

## 人口
该地2001年总人口32348人，其中男性17175人，女性15173人；0—6岁人口4106人，其中男2264人，女1842人；识字率72.24%，其中男性为78.57%，女性为65.07%。